# كفر الزيات

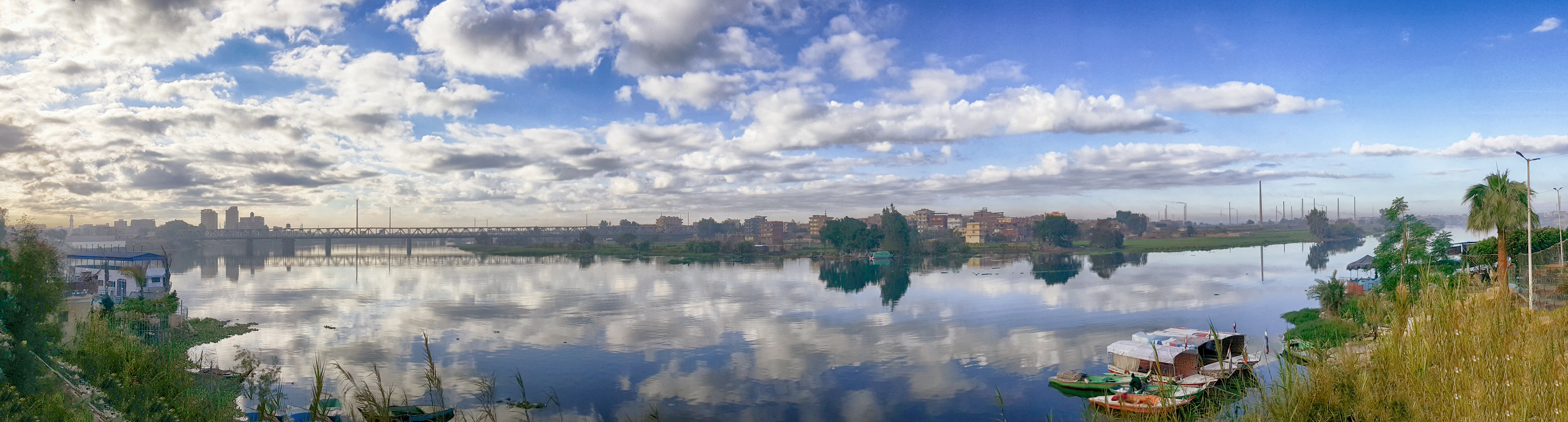
بانوراما للمدينة

كفر الزيَّات هي مدينة مصرية تتبع محافظة الغربية وهي قاعدة مركز كفر الزيات. تقع المدينة على فرع رشيد في دلتا النيل وتبعد المدينة حوالي 20 كيلومترًا عن طنطا، وترتبط بعدد من المدن الرئيسية عبر شبكة الطرق والسكك الحديدية. يعود تاريخها إلى العصور القديمة اسمها السابق جريسان ثم سميت بكفر الزيات في القرن التاسع عشر نسبةً إلى أحد أعيان القرية.  
يوجد في المدينة العديد من المصانع الكبرى أبرزها شركة كفر الزيات للمبيدات والكيماويات وشركات إنتاج الزيوت والصناعات الغذائية كما تخدم منشآت المدينة على قرى مركزها. ويوجد بها عدد من المساجد والكنائس البارزة.

## التاريخ
مدينة كفر الزيات من القرى القديمة، حيث وردت باسم «جريسان» في أعمال جزيرة بني نصر ضمن قرى الروك الصلاحي التي أحصاها ابن مماتي في كتاب قوانين الدواوين، كما وردت باسم «جريشان» في أعمال جزيرة بني نصر ضمن قرى الروك الناصري التي أحصاها ابن الجيعان في كتاب «التحفة السنية بأسماء البلاد المصرية». وفي العصر العثماني وردت باسم «جريشان» في التربيع العثماني الذي أجراه الوالي العثماني سليمان باشا الخادم في عصر السلطان العثماني سليمان القانوني ضمن قرى ولاية جزيرة بني نصر، وفي تاريخ 1228هـ/1813م الذي عدّ قرى مصر بعد المسح الذي قام به محمد علي باشا باسم «كفر الزيات» ضمن قرى مديرية الغربية.
ذُكر أن قرية «جريسان» ابتلعها النيل وقتما طغى في القرن الحادى عشر الهجري فانتقل سكانها إلى شرق القرية في الأرضي الزراعية وسكنوا وبها وسميت بكفر الزيات نسبة إلى الحاج على الزيات الذي كان له مصانع للزيوت في ذلك المكان.
وقع في المدينة حادثة في عام 1858 غرق فيها الأمير أحمد رفعت باشا شقيق محمد سعيد باشا والوريث المفترض له، عندما سقط القطار الذي كان يقله من الإسكندرية إلى القاهرة في النيل. غرقت المدينة في سنة 1863 وقت حكم الخديوي إسماعيل هي والقرى المجاورة لكن لم يمت أحد من سكانها وعاونت الحكومة الناس وأعيد إعمارها. كانت كفر الزيات تابعة لمركز بسيون ثم انتقل إليها قاعدة المركز في عام 1871 بسبب وقوعها على السكة الحديد دون بسيون التي كان يصعب الوصول لها، ولكن بقى باسم مركز بسيون في نظارة المالية حتى عام 1896 حتى غير إلى مركز كفر الزيات.

## الجغرافيا

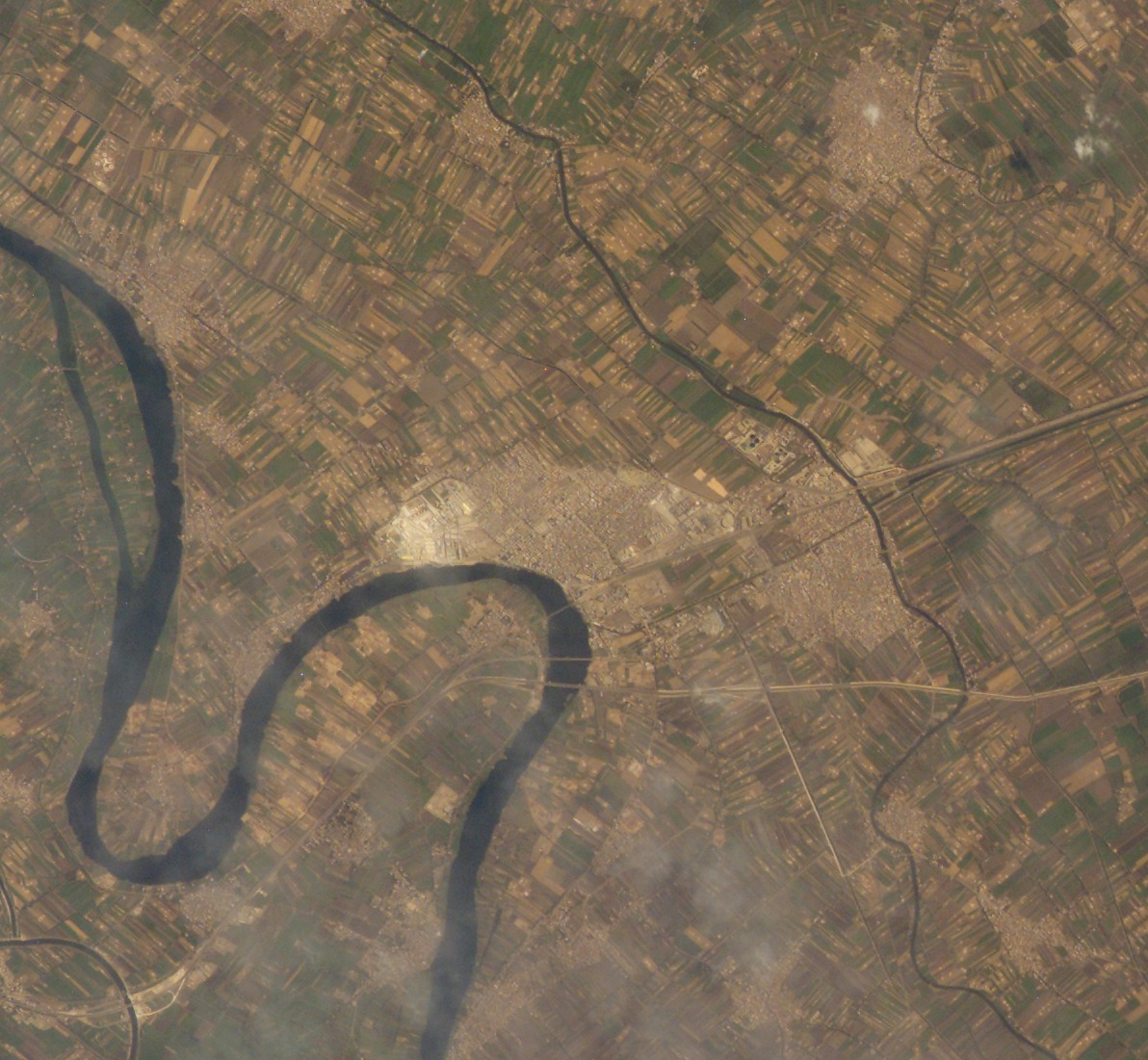
صورة فضائية لمدينة كفر الزيات من مركز جونسون للفضاء التَّابعة لوكالة الفضاء الأَمريكيَّة في عام 2007

تقع مدينة كفر الزيات غرب وسط دلتا النيل على فرع رشيد، أرض المدينة سوداء طينية رسوبية متشكلة من طمي النيل (مثل بقية الدلتا). مناخ كفر الزيات مناخ دافئ شتاء حار صيفًا وهو معتدل نسبيًا طوال العالم وهي موجودة ضمن الإقليم الأوسط قليل المطر الذي يبلغ متوسط هطول المطر فيه ما بين 25 مم و100 مم.
دعم خط السكة الحديد ونشأة الصناعة تطور العمراني في المدينة في فترة ما قبل عام 1945 فاتجه شمالا وشرقا لتبلغ مساحة المدينة 107 فدان. ثم قفز العمران إلى خارج السكة الحديد ونحو المنطقة الصناعية لتبلغ مساحتها 419 فدان في عام 1975 ثم نحو 617 في عام 1984 و542 فدان في عام 1986 تبعتها فترة قلت فيها نسبة الزيادة السكانية مع ثبات نمو الصناعة لتبلغ مساحتها 238.6 فدان في عام 1996 و1193 فدان في عام 2006. أحد أهم العوامل التي أثرت في نمو المدينة شبكة الطرق المتمثلة في طريق القاهرة الإسكندرية الزراعي وطريق بسيون ومنوف مع خط السكة الحديد الموصل بين القاهرة والإسكندرية، والمنطقة الصناعية التي تقع في شمال غرب المدينة وفي جنوبها الغربي فاتجاه أغلب العمران في اتجاههما دون باقي الجهات.

يحد مركز كفر الزيات من الشمال بسيون ومن الشرق مركز طنطا ومن الغرب فرع رشيد ومن الجنوب مركز تلا، ويوضح ذلك الجدول بالأسفل:

## السكان

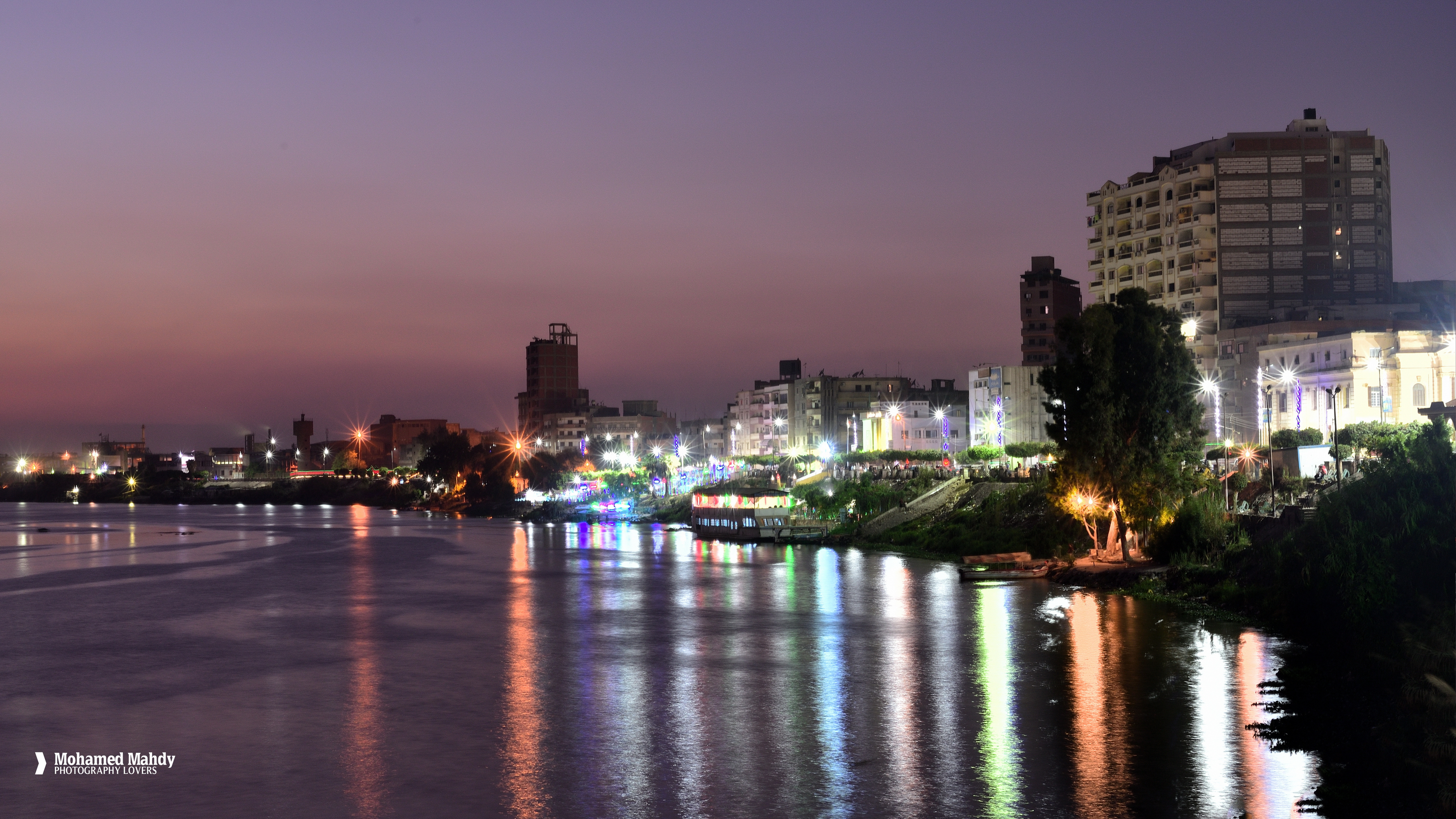
الكورنيش الليلي للمدينة على النيل

بلغ عدد سكان كفر الزيات 87,399 نسمة في تقدير 2025، وهي رابع أكبر مدينة بمحافظة الغربية. بلغ نسبة سكان المدينة من إجمالي الحضر بالمحافظة 6,17% في فترة 1986 و6,23% في فترة 1996 و5,95% في فترة 2006/1996، ومعدل النمو 0.773 في فترة 2006/1996، ومتوسط الأسرة 3.8، ومعدل وفيات الرضع 19.56. بلغت الكثافة السكانية بالمدينة 107 في عام 1986 و276.6 في عام 1996 و59.7 في عام 2006.
تقتصر الرعاية الصحية الحكومية بالمدينة على مستشفى كفر الزيات العام. يوجد بالمدينة قصر ثقافة ومكتبة تابعة لشركة كفر الزيات للمبيدات والكيماويات أسستها الشركة في 1960.
| السنة/الحي | 1882 | 1897 | 1907   | 1927   | 1947   | 1960   | 1976   | 1986   | 1996   | 2006   | 2017   | 2025   |
| ---------- | ---- | ---- | ------ | ------ | ------ | ------ | ------ | ------ | ------ | ------ | ------ | ------ |
| المدينة    | 5581 | 9656 | 11,405 | 14,578 | 21,516 | 30,304 | 45,059 | 58,276 | 65,993 | 71,272 | 72,970 | 87,399 |

### الدين
أغلب سكان كفر الزيات مسلمون سنة مع وجود أقلية مسيحية أغلبها من الأقباط الأرثوذكس (كما معظم المدن المصرية). بلغ عدد مسلمي المدينة 56,299 نسمة وعدد المسيحين 1877 في تعداد عام 1986 من أصل 58,276 سكان بالمدينة وقتها. يوجد بكفر الزيات كنيستين هما كنيسة العذراء مريم وأبو سيفين وكنسية ماري جرجس ويتبعان الأنبا بولا مطران طنطا وتوابعها. كان لآباء الفرنسيسكان مدراس في كفر الزيات ابتداء من أول مدرسة لهم بها في عام 1856.

### التعليم
تنتشر في كفر الزيات المدارس بجميع أنواعها من ابتدائية وإعدادية وثانوية وكذلك المعاهد الأزهرية. أكبر حالة تعليمية في المدينة هم ذوي التعليم الفني المتوسط البالغين 14,573، يتبعهم ذوي المؤهل الجامعين يبلغون 12,590 ثم الأميين 9,279 من إجمالي 60,496 شخص فوق العشر سنوات في عام 2017. أما حالات التسرب في المدينة فبلغ عدد التحق وتسرب 4,246 نسمة ومن لم يلتحق 11,768 نسمة.

## التقسيم الإداري

الوحدات المحلية بمركز كفر الزيات

كفر الزيات هي قاعدة مركز كفر الزيات ويتبعها 8 كيانات مدينة كفر الزيات و7 وحدات محلية (أبو الغر وأبيار وكفور بلشاى ودلبشان والدلجمون ومشلة وكفر يعقوب) و37 قرية. ويرأس المدينة ومركزها عادل داود منذ 28 مايو 2022 (3 سنوات). تبلغ مساحة مركز مدينة كفر الزيات 203.44 كم2 وهو الخامس على مراكز المحافظة.

## الاقتصاد

### الصناعة
يوجد بالمدينة مصانع الإسكندرية للزيت والصابون المنشئ عام 1963 ومصنع أبو الهول للزيوت والصابون المنشئ عام 1889 وأيضا مصنع أبو عوف للمكرونة. وشركة الملح والصودا المصرية المؤسسة عام 1899 والشركة المالية والصناعية المصرية المؤسسة عام 1929 والتي تنتج سماد سوبر الفوسفات والأحماض وسلفيات الحديدوز وسيلكات الصوديوم، وشركة كفر الزيات للمبيدات والكيماويات المؤسسة عام 1957. كان لأسرة أقطاي اليهودية دور في صناعة استخراج زيت بذرة القطن وتصنيع الصابون.

### الزراعة
يوجد في مركز كفر الزيات 6279 وحدة حيوانية أي 8% من إجمالي المحافظة في 2019، و58 منشأة غذائية في 2017. يوجد بكفر الزيات 3 شون لتخزين القمح الأولى هي شونة كفر الزيات بشارع المستشفى القديم والتي سعتها التخزينية 6000 طن والثانية شونة كفر الزيات المركزية على طريق طنطا إسكندرية الزراعي والتي سعتها التخزينية 14000 طن. أنتجت المدينة 8324 طن من أسماك المياه العذبة في عام 2021.

### النوادي
تأسس بكفر الزيات نادي مالية كفر الزيات في 1948 لعب 3 مواسم في الدوري الممتاز، ويلعب حاليًا في دوري الدرجة الثانية.

## المواصلات

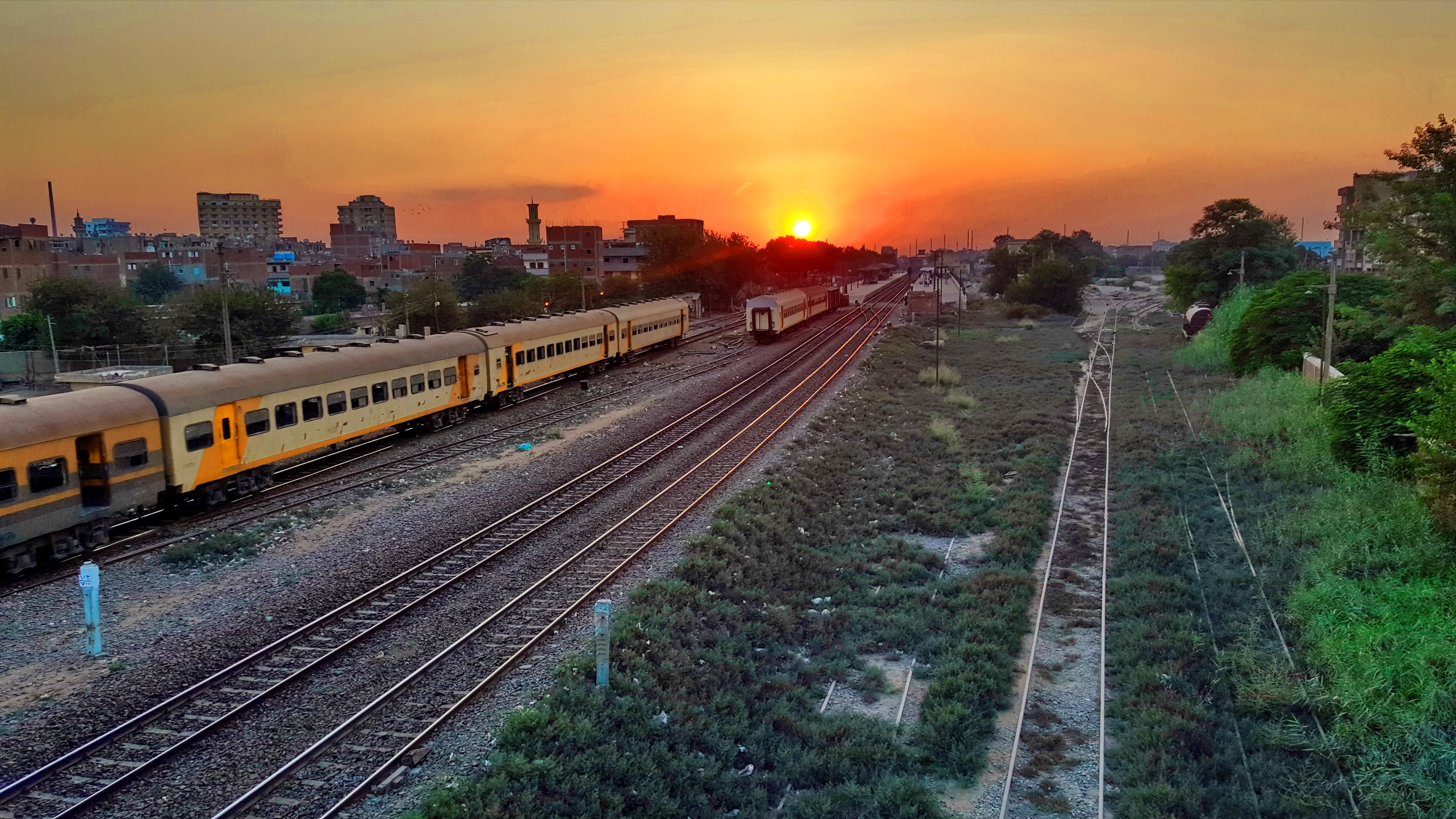
قطارات بمحطة كفر الزيات

وقوع المدينة على فرع رشيد يتيح لها استخدام النقل المائي من وإلى المدن التي تقع جنوبها طوال العام حيث لا تصلح الملاحة إلى المدن الشمالية إلا في 3-4 أسابيع في العام حين تكثر المياه في الفرع. اتصلت كفر الزيات بسكة الحديد عام 1853 في عهد محمد سعيد باشا وهي محطة هامة هي وجسرها المنشئ عام 1859 حيث تعبر فيها القطارات المتجهة من القاهرة فرع رشيد إلى الإسكندرية.

## الأعلام
- محمد محمد الجندي شاعر له ثلاث دواوين وهو مؤسس بيت ثقافة كفر الزيات ومجلة نبضات.[41]
- عمر عبد العزيز عمر (1925-2007) مؤرخ وأستاذ جامعي.[42]
- محمد عبد العزيز حصان (1928 - 2003) قارئ قرآن شهير مواليد قرية الفرستق، انتقل إلى كفر الزيات وقضى معظم حياته بها.[وب 9]

### منشورات
1. ↑  عثمان (2014)، ص. 159.
2. ↑  ابن مماتي (1943)، ص. 125.
3. ↑  ابن الجيعان (1898)، ص. 113.
4. 1 2 3  رمزي (1953)، ج. 2، ص. 128.
5. 1 2  ماهر (1966)، ص. 92.
6. ↑  الرافعي، عبد الرحمن (1983). الثورة العربية والاحتلال الإنجليزي (ط. 4). دار المعارف. ص. 121.
7. ↑  إيناس حسني البهجي (2017). مصر في عهد الخديوي إسماعيل. مركز الكتاب الأكاديمي. ص. 19.
8. ↑  الأيوبي (2022)، ص. 600–601.
9. ↑  رمزي (1953)، ج. 2، ص. 9.
10. ↑  فكري (1879)، ص. 58.
11. ↑  حسن (1996)، ص. 67-68.
12. ↑  غانم (2016)، ص. 150.
13. 1 2 3  كامل (2000)، ص. 159-161.
14. 1 2  أحمد، هايدي؛ محمد، عبير (1 يناير 2016). "تأثير التعدي العمراني على الأرض الزراعية: دراسة حالة مدن الدلتا المصرية". المجلة الاجتماعية القومية. ج. 53 ع. 1: 71–91. DOI:10.21608/jns.2016.204988. ISSN:0028-0062. مؤرشف من الأصل في 2021-11-21.
15. ↑  كامل (2000)، ص. 162.
16. ↑  كامل (2000)، ص. 263.
17. 1 2  "تقديرات السكان 1/1/ 2025 - أقسام ومراكز". الجهاز المركزي للتعبئة العامة والإحصاء. 1 يناير 2025. مؤرشف من الأصل في 2025-05-03. اطلع عليه بتاريخ 2025-05-01.
18. ↑  بركات، رباب (1 يناير 2013). "التقييم الجغرافى لتوزيع السكان وكثافتهم بمدينتى طنطا والسنطة". مجلد المؤتمر السنوي الثامن والأربعون للإجصاء وعلوم الحاسب وبحوث العمليات بمعهد الدراسات والبحوث الاحصائية. مؤرشف من الأصل في 2024-04-17.
19. ↑  دليل المكتبات المصرية العامة والمتخصصة والأكاديمية. مركز المعلومات ودعم اتخاذ القرار. 1997. ص. 80.
20. ↑  إدارة التعداد، نظارة الداخلية (1299). الكشاف للديار المصرية وعددها نفوسها. التعداد العمومي لأهالي القطر المصري. ص. 250.
21. ↑  وجه بحري محافظات ومديريات. تعداد سكان القطر المصري. بولاق: المطبعة الكبرى الأميرية (نُشِر في 1898). ج. 1. 1 يونيو 1897. ص. 614.
22. ↑  "تعداد سكان القطر المصري". تعداد سكان 1907. مصر: المطبعة الأميرية. 1909.
23. ↑  مصلة عموم الإحصاء (1929). "كراية تعداد مديرية الغربية لسنة 1927". تعداد مصر 1927. المطبعة الأميرية بالقاهرة.
24. ↑  مصلحة الإحصاء والتعداد (1953). "الكراسة رقم 12 - مديرية الغربية". تعداد سكان المملكة المصرية لسنة 1947. المطبعة الأميرية بالقاهرة. ج. 1.
25. ↑  مصلحة الإحصاء والتعداد (1962). "محافظة الغربية". التعداد العام للسكان 1960. دار النصر للطباعة والنشر والإعلان. ج. 1.
26. ↑  الجهاز المركزي للتعبئة العامة والإحصاء (سبتمبر 1978). "تعداد السكان، النتائج التفصيلية، محافظة الغربية". التعداد العام للسكان والإسكان 1976.
27. 1 2  الجهاز المركزي للتعبئة العامة والإحصاء. "محافظة الغربية". الحصر الشامل - خصائص السكان، النتائج النهائية للتعداد العام. ج. 2.
28. ↑  الجهاز المركزي للتعبئة العامة والإحصاء (ديسمبر 1998). "محافظة الغربية". النتائج النهائية للتعداد العام للسكان والإسكان والمنشآت.
29. ↑  الجهاز المركزي للتعبئة العامة والإحصاء (مايو 2008). "محافظة الغربية". النتائج النهائية للتعداد العام.
30. 1 2 3  الجهاز المركزي للتعبئة العامة والإحصاء (2017). "محافظة الغربية السكان والظروف سكنية". النتائج النهائية للتعداد العام للسكان والإسكان والمنشآت.
31. 1 2  نجم، زين العبادين شمس الدين (2007). مصر في عهدي عباس وسعيد. التاريخ - الجانب الآخر - إعادة قراءة للتاريخ المصري (ط. 1). دار الشروق. ISBN:9789770920954.
32. ↑  "قرار رئيس مجلس الوزراء رقم 1076 لسنة 2012". الجريدة الرسمية (نُشِر في 1 نوفمبر 2012). ع. 44. 17 أكتوبر 2012.
33. 1 2 3  محمـــد أحمـــد صقــر، میــــاده؛ احمد  عبده، سعید؛ عبد القوی، احمد (1 ديسمبر 2019). "مقومات الصناعات الغذائیة في محافظة الغربیة". مجلة البحث العلمی فی الآداب. ج. 5 ع. 10: 161–183. DOI:10.21608/jssa.2019.75485. ISSN:2356-833X. مؤرشف من الأصل في 2024-03-10.
34. ↑  العشري (أبريل 1981)، ص. 10.
35. ↑  علي، عرفة عبده (2010). يهود مصر منذ الخروج الأول إلى الخروج الثاني. القاهرة: الهيئة العامة لقصور الثقافة. ص. 241.
36. ↑  النشرة السنوية لإحصاء الإنتاج السمكي عام 2021. الجهاز المركزي للتعبئة العامة والإحصاء. مايو 2023.
37. ↑  ياسر (2018)، ص. 453.
38. ↑  ياسر (2018)، ص. 494.
39. ↑  عراقي (2002)، ص. 162–163.
40. ↑  علي، عبد العزيز عبد القادر (2000). محافظة الغربية. المجلس الأعلى للثقافة. ص. 137–139.
41. ↑  الجندي (2007)، ص. 1.
42. ↑  حجر (2006)، ص. 39.

### وب
1. ↑  "محافظ الغربية يتفقد مستشفى كفر الزيات ويتابع أعمال صيانة الأجهزة الطبية". اليوم السابع. 17 يناير 2024. مؤرشف من الأصل في 2024-04-17. اطلع عليه بتاريخ 2024-04-17.
2. ↑  محمد مبروك (14 ديسمبر 2022). "محافظ الغربية خلال تفقد محيط الكنائس: لدينا طبيعة خاصة تتجسد فيها معالم الوحدة الوطنية | صور". بوابة الأهرام. الغربية. مؤرشف من الأصل في 2024-04-16. اطلع عليه بتاريخ 2024-04-16.
3. ↑  "محافظ الغربية يفتتح كنيسة مارى جرجس بكفر الزيات". اليوم السابع. 6 أغسطس 2022. مؤرشف من الأصل في 2022-08-18. اطلع عليه بتاريخ 2024-04-16.
4. ↑  "الأنبا بولا مطران طنطا". مؤرشف من الأصل في 2024-04-08. اطلع عليه بتاريخ 2024-04-07.
5. ↑  "محافظة الغربية". الهيئة العامة للاستعلامات. 27 يوليو 2022. مؤرشف من الأصل في 2024-03-14. اطلع عليه بتاريخ 2024-03-06.
6. ↑  محمد مبروك (28 مايو 2022). ""داوود" رئيسا لمركز ومدينة كفر الزيات بالغربية| صور". بوابة الأهرام. الغربية. مؤرشف من الأصل في 2024-04-17. اطلع عليه بتاريخ 2024-04-16.
7. ↑  "قيادات المحافظة". gharbeia.gov.eg. مؤرشف من الأصل في 2022-07-05. اطلع عليه بتاريخ 2024-03-06.
8. ↑  محمد مبروك (16 أبريل 2024). "محافظ الغربية يفاجئ 3 شون لتوريد القمح بكفر الزيات| صور". بوابة الأهرام. الغربية. مؤرشف من الأصل في 2024-04-17. اطلع عليه بتاريخ 2024-04-17.
9. ↑  "ابنة قارئ شهير تطالب بإطلاق اسمه علي أحد الشوارع بكفر الزيات". 21 مارس 2022. مؤرشف من الأصل في 2022-04-15. اطلع عليه بتاريخ 2024-04-17.

## ثبت المراجع
- فكري، محمد أمين (1879). جغرافية مصر. مطبعة وادي النيل.
- ابن الجيعان (1898). التحفة السنية بأسماء البلاد المصرية. القاهرة: الكتخبانة الخديوية، المطبعة الأهلية. ص. 87.
- ابن مماتي، الأسعد (1943). قوانين الدواوين. تحقيق:عزيز سوريال عطية. الجمعية الزراعية الملكية. ص. 161.
- رمزي، محمد (1953). القاموس الجغرافي للبلاد المصرية: من عهد قدماء المصريين إلى سنة 1945، القسم الثاني. الهيئة المصرية العامة للكتاب. ج. 2.
- ماهر، سعاد (1966). محافظات الجمهورية العربية المتحدة وآثارها الباقية في العصر الإسلامي (ط. 4). المجلس الأعلى للشئون الإسلامية. ص. 92.
- العشري، جلال (أبريل 1981). "طنطا زهرة وادي النيل". مجلة الفيصل. مركز الملك فيصل للدراسات والبحوث الإسلامية ع. 47: 1.
- حسن، محمد إبراهيم (1996). دراسات في جغرافية مصر العربية وحوض البحر الأحمر، مقوماتها الطبيعية والبشرية ومظاهر الإنتاج والتلوث البيئي. مركز الإسكندرية للكتاب.
- كامل، مها سامي (ديسمبر 2000). "منهج لتأثير العناصر الإقليمية بالمدن المتوسطة على توجيه النمو العمراني". جامعة القاهرة. {{استشهاد بدورية محكمة}}: الاستشهاد بدورية محكمة يطلب |دورية محكمة= (مساعدة)صيانة الاستشهاد: ref duplicates default (link)
- عراقي، محمد إبراهيم (2002). قطاع النقل في مصر الماضي والحاضر والمستقل حتى عام 2020. المكتبة الأكاديمية. ص. 162–163. ISBN:9789772811823.
- حجر، جمال محمود (2006). تكريم مسيرة دراسات تاريخية مهداة إلى الأستاذ الدكتور عمر عبد العزيز عمر مؤسس مدرسة التاريخ العثماني بجامعة الإسكندرية. الإسكندرية: دار المعرفة الجامعية. ص. 39. ISBN:9789772733156.
- الجندي، محمد (2007). واحد غيري. كتب عربية. ص. 1.
- عبيد، مصطفى (2012). الفريق الشاذلي العسكري الأبيض. الرواق للنشر والتوزيع. ص. 24. ISBN:9789775153111.
- عثمان، حسام الدين إبراهيم (2014). موسوعة دول العالم (ط. 2). دار العلوم للنشر والتوزيع. ص. 159. ISBN:9796500154763.
- غانم، إبراهيم علي (2016). أمن مصر المائي: جغرافيا وهيدرولوجيا وقانونيا وسياسيا (ط. 1). المنهل. ص. 150. ISBN:9796500404677.
- ياسر، أيوب (2018). مصر وكرة القدم التاريخ الحقيقي... أين وكيف بدأت الحكاية (ط. 1). الدار المصرية اللبنانية. ISBN:9789777951876. OCLC:1051179485.{{استشهاد بكتاب}}:  صيانة الاستشهاد: التاريخ والسنة (link)
- الأيوبي، إلياس (2022). تاريخ مصر في عهد الخديو إسماعيل باشا. هنداوي. ص. 600–601. ISBN:9781527304390.

## وصلات خارجية
- موقع محافظة الغربية.